# Synagoge (Igersheim)

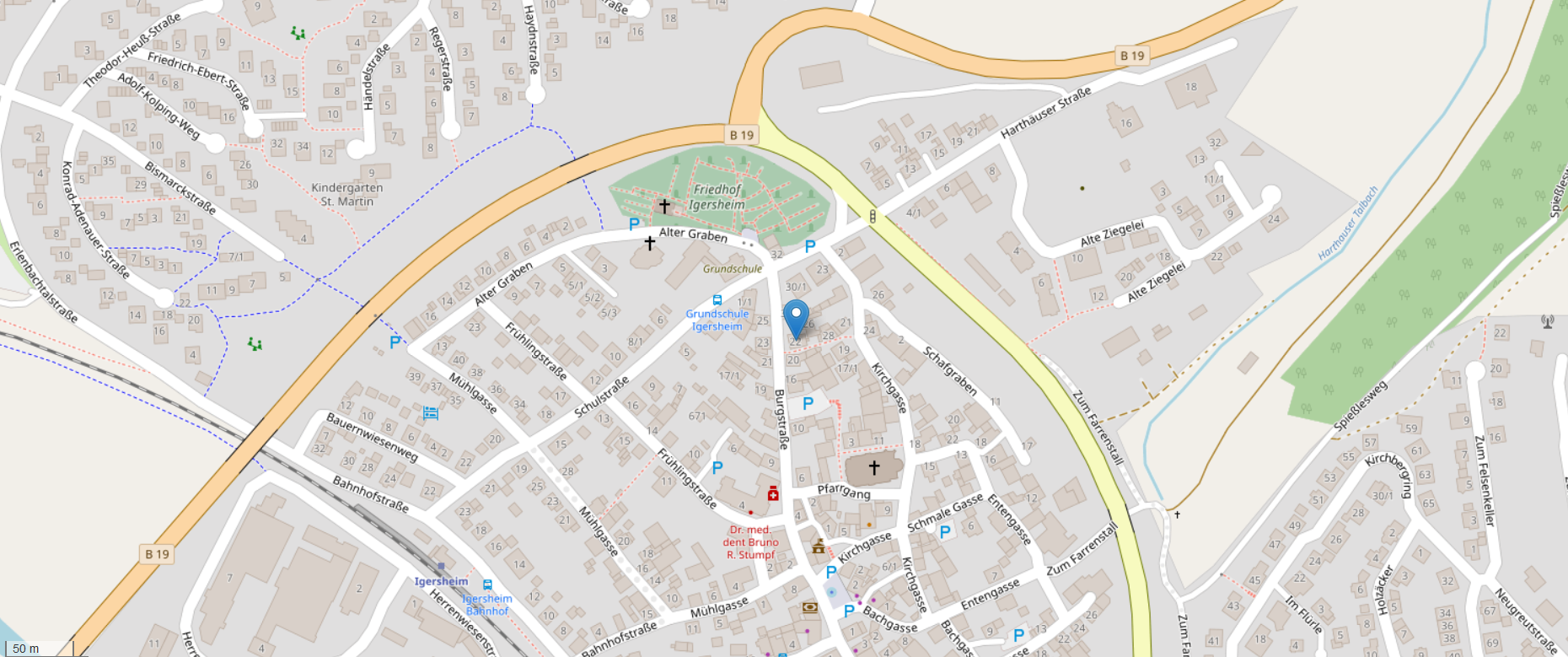
Lage ehemalige Synagoge Igersheim

Die ehemalige Synagoge in Igersheim im Main-Tauber-Kreis wurde vermutlich in der ersten Hälfte des 17. Jahrhunderts errichtet und wurde bis zum Ende des 19. Jahrhunderts genutzt.

## Geschichte
Die in Igersheim bestehende Synagoge wurde vermutlich zur Zeit des Dreißigjährigen Krieges errichtet, da zu dieser Zeit die Anzahl der religionsmündigen Männer zehn überschritt. Bei der Synagoge handelte es sich um ein Privathaus, das ein zu einem Betsaal umfunktioniertes Zimmer hatte. 1674 kam es zu gewaltsamen Auseinandersetzungen zwischen dem christlichen und dem jüdischen Teil der Bevölkerung. Hierbei drangen die Christen in jüdische Häuser ein und zerstörten oder verbrannten das gesamte Inventar der Häuser. Im Zuge dessen wurde auch die Synagoge zerstört. Nach diesem Pogrom wurde die Synagoge wiederhergestellt, ihr genauer Standort ist jedoch nicht überliefert. 1832/33 wurde eine Synagoge auf dem ehemaligen Grundstück von Mosis Seligman errichtet (heutige Adresse: Burgstraße 22), dessen Haus abgerissen wurde, da das Grundstück 1826 in den Besitz der jüdischen Gemeinde gekommen war. 1832 wurde auf Grund einer Neueinteilung der jüdischen Gemeinden ein Zusammenschluss der jüdischen Gemeinde Igersheim mit der jüdischen Gemeinde Markelsheim geprüft. Hierbei wurde der Bauinspektor von Schwäbisch Hall, Stock, beauftragt die Synagogen in Markelsheim und Igersheim zu beurteilen. Dieser kam zum Schluss, dass die Igersheimer Synagoge „schlecht gebaut“ sei sowie „in einem ganz schlechten Stil“ und „überhaupt zu niedrig“ sei. Damals soll der Raum für Männer 40 Sitzplätze und die Galerie für Frauen rund 20 bis 25 Sitzplätze umfasst haben, was deutlich kleiner als die in Markelsheim befindlichen Räumlichkeiten war. Trotz dieser schlechten Beurteilung wurde Markelsheim Filialgemeinde von Igersheim. Jedoch wurde die Synagoge auf Grund der schlechten Substanz nur bis 1900 genutzt. Anschließend wurde die Synagoge in Markelsheim genutzt.